# Трайко Кьосето
Трайко Кьосето (Трайчо Косето) Аджаларски е български революционер, деец на Вътрешната македоно-одринска революционна организация.

## Биография
Роден е в кукушкото село Хаджилар, тогава в Османската империя, днес в Гърция. Присъединява се към ВМОРО.
Умира след 1918 година.